# Halla (race de chevaux)
Pour les articles homonymes, voir Halla.
Le Halla (coréen : 할라 산 말 ; romanisation révisée : halla san mal, littéralement : cheval du mont Halla) est une race de chevaux de course originaire de Corée du Sud, issue de croisements entre le Pur-sang et la race locale du Cheju. Il forme la plus commune des races de chevaux coréennes.

## Histoire
Le nom « Halla » provient du Hallasan, le volcan bouclier dominant l'île de Jeju. La race est issue de croisements entre le Cheju et des Pur-sangs,.
Une population, mêlée à des poneys de race Jeju, est spécifiquement élevée en libre pâture autour du Hallasan, afin d'éviter le fauchage de la végétation grâce au broutage des chevaux. L'objectif est que les chevaux consomment les pousses de bambou, considéré comme une plante invasive, : en effet, depuis le retrait des chevaux et des bovins de la zone en 1985, le bambou a colonisé cet espace au détriment de la végétation insulaire menacée. 20 chevaux du mont Hallasan ont disparu le 7 juin 2015 durant trois mois, avant d'être retrouvés. Cette expérience de gestion de la flore par les chevaux s'étend de 2016 à 2020.

## Description
Le guide Delachaux lui attribue une taille de 1,30 m à 1,45 m. Le type est très variable, de léger à lourd. Ses yeux sont en forme d'amande, et ses crins moins fournis que ceux du Cheju. 
La couleur de robe peut varier, incluant le bai, l'alezan et le pie.
Les chevaux du mont Hallasan passent également l'hiver dans la montagne, affrontant la neige et des températures basses.
La race fait l'objet d'une sélection par le Nanji Livestock Research Institute, dans le but d'être modernisée pour devenir un véritable cheval de course coréen. L'élevage en semi-liberté, avec une libre pâture au moins durant les mois d'été, est jugé bénéfique pour accroître la socialisation en troupeau et lui permettre de profiter du soleil.

## Utilisations
Le Halla est employé pour des courses de chevaux. La race est aussi élevée pour sa viande, ainsi que pour la traction de petits attelages touristiques. Le Halla Park Horse Riding Ground est ainsi un lieu d'équitation réputé pour le tourisme.

## Diffusion de l'élevage
La race Halla est propre à la Corée, et se rencontre couramment sur l'île de Jeju ainsi que sur la côte Nord de la Corée, en particulier à Naksan (en). En 2014, ses effectifs sont d'environ 16 000 têtes, ce qui en fait le cheval le plus couramment rencontré en Corée. 